# Liometopum orientale
Liometopum orientale är en myrart som beskrevs av Vladimir Aphanasjevich Karavaiev 1927. Liometopum orientale ingår i släktet Liometopum och familjen myror. Inga underarter finns listade i Catalogue of Life.